# Sami Laaroussi
Sami Laaroussi, né le 3 juillet 1973 à Tunis, est un footballeur tunisien. Son poste de prédilection est celui d'attaquant.

## Carrière

### Clubs
- avant juillet 1995 : Association Mégrine Sport (Tunisie)
- juillet 1995-juillet 2000 : Espérance sportive de Tunis (Tunisie)
- juillet 2000-juin 2001 : Union sportive monastirienne (Tunisie)
- juin 2001-juillet 2002 : Espérance sportive de Tunis (Tunisie)
- juillet 2002-juillet 2003 : Al-Wahda Club (Émirats arabes unis)
- juillet 2003-juillet 2007 : Club sportif de Hammam Lif (Tunisie)

### Palmarès
- Coupe de la CAF : 1997
- Coupe d'Afrique des vainqueurs de coupe : 1998
- Supercoupe arabe : 1996
- Championnat de Tunisie : 1998, 1999, 2000, 2002
- Coupe de Tunisie : 1997, 1999
- Meilleur buteur du championnat de Tunisie en 1997 avec quatorze buts